# Plectiscidea inflata
Plectiscidea inflata är en stekelart som beskrevs av Dasch 1992. Plectiscidea inflata ingår i släktet Plectiscidea och familjen brokparasitsteklar. Inga underarter finns listade i Catalogue of Life.